# Мултон-Леви, Меган
Меган Мултон-Леви (англ. Megan Moulton-Levy; род. 11 марта 1985, Гросс-Пойнте, США) — ямайская, позднее американская профессиональная теннисистка.
- Победительница 1 турнира WTA в парном разряде.

## Общая информация
Американка — одна из четырёх дочерей Полетты Мултон и Джорджа Деви. Вся семья играет в теннис по выходным, Меган впервые попробовала играть в теннис в три года.
На корте американка предпочитает классический парный стиль — максимально сильно введя мяч в игру тут же завершить розыгрыш очка действием у сетки. Любимый удар — бэкхенд. Любимое покрытие — хард.
Меган владеет английским и французским языками.

## Спортивная карьера
В первые годы своей спортивной карьеры Мултон-Леви представляла на международных соревнованиях Ямайку. Карьера в старших юниорских соревнованиях прошла относительно успешно — уроженка штата Мичиган стабильно выигрывала матчи на любых турнирах, несколько раз доходила до четвертьфиналов соревнований GA и G1, а пиком её карьеры стал финал парного турнира бразильского Banana Bowl. Все эти результаты позволили ей уверенно входить в Top100 как одиночного, так и парного рейтинга.
В 2003-04 годах Мултон-Леви привлекалась во взрослую сборную Ямайки в Кубке Федерации. Меган сыграла в восьми матчевых встречах и выиграла десять из четырнадцати своих игр.
После нескольких лет участия в юниорских и профессиональных турнирах Мултон-Леви в 2004-08 годах почти полностью сосредоточилась на учёбе, параллельно играя в одном из дивизионов теннисной лиги NCAA. В одном из младших дивизионов — лиге CAA — она неоднократно признавалась игроком года и получала другие призы от организаторов. В 2007 году Мултон-Леви дошла до финала парного турнира NCAA, а за год до этого сыграла в полуфинале одиночного соревнования. После окончания колледжа Мултон-Леви получила перешла в профессиональный тур.
В протуре Меган некоторое время пыталась проявить себя как в одиночном, так и в парном разряде, но постепенно заметно лучше стало получаться играть парные турниры, а с образованием дуэта с Линдсей Ли-Уотерс Мултон-Леви смогла качественно улучшить результаты и подняться сначала в Top200, а затем и в Top100. Одиночные соревнования, при этом, только мешали и в конце 2009 года от них пришлось почти полностью отказаться.

## Рейтинг на конец года
| Год  | Одиночный рейтинг | Парный рейтинг |
| 2017 |                   | 370            |
| 2015 |                   | 519            |
| 2013 |                   | 56             |
| 2012 |                   | 84             |
| 2011 |                   | 95             |
| 2010 |                   | 133            |
| 2009 | 275               | 165            |
| 2008 | 459               | 329            |
| 2004 | 1122              | 677            |

## Выступления на турнирах

### Выступление в одиночных турнирах

#### Финалы турнировITFв одиночном разряде (2)

##### Победы (1)
| Легенда:         |
| ---------------- |
| 100.000 USD (0)  |
| 75.000 USD (0+1) |
| 50.000 USD (0+5) |
| 25.000 USD (0+1) |
| 10.000 USD (1+3) |

| Титулы по покрытиям | Титулы по месту проведения матчей турнира |
| ------------------- | ----------------------------------------- |
| Хард (1+8)          | Зал (0+1)                                 |
| Грунт (0+2)         | Зал (0+1)                                 |
| Трава (0)           | Открытый воздух (1+9)                     |
| Ковёр (0)           | Открытый воздух (1+9)                     |

| №  | Дата         | Турнир         | Покрытие | Соперница в финале | Счёт    |
| 1. | 27 июля 2008 | Эвансвилл, США | Хард     | Эмили Уэбли-Смит   | 6-3 6-4 |

##### Поражения (1)
| №  | Дата           | Турнир                      | Покрытие | Соперница в финале            | Счёт        |
| 1. | 23 ноября 2008 | Пуэбла-де-Сарагоса, Мексика | Хард     | Мария-Фернанда Альварес-Теран | 4-6 6-3 4-6 |

### Выступления в парном разряде

#### Финалы турнировWTAв парном разряде (1)

##### Победы (1)
| Легенда:                    |
| --------------------------- |
| Турниры Большого Шлема (0)  |
| Олимпиада (0)               |
| Итоговый чемпионат года (0) |
| Premier Mandatory (0)       |
| Premier 5 (0)               |
| Premier (0)                 |
| International (0+1)         |

| Титулы по покрытиям | Титулы по месту проведения матчей турнира |
| ------------------- | ----------------------------------------- |
| Хард (0+1)          | Зал (0)                                   |
| Грунт (0)           | Зал (0)                                   |
| Трава (0)           | Открытый воздух (0+1)                     |
| Ковёр (0)           | Открытый воздух (0+1)                     |

| №  | Дата          | Турнир             | Покрытие | Партнёрша  | Соперницы в финале          | Счёт              |
| 1. | 6 апреля 2014 | Монтеррей, Мексика | Хард     | Дарья Юрак | Тимея Бабош Ольга Говорцова | 7-6(5) 3-6 [11-9] |

#### Финалы турнировITFв парном разряде (22)

##### Победы (10)
| №   | Дата             | Турнир                      | Покрытие | Партнёрша         | Соперницы в финале                             | Счёт           |
| 1.  | 13 июня 2004     | Алкобаса, Португалия        | Хард     | Аланна Бродерик   | Криция Боргарелло Сильвия Диздери              | 7-5 6-1        |
| 2.  | 16 августа 2008  | Лондон, Великобритания      | Хард     | Эмили Уэбли-Смит  | Мартина Бабакова Манана Шапакидзе              | 7-5 6-1        |
| 3.  | 23 ноября 2008   | Пуэбла-де-Сарагоса, Мексика | Хард     | Одра Коэн         | Мария-Фернанда Альварес-Теран Вероника Спигель | 6-2 6-4        |
| 4.  | 24 января 2010   | Рексем, Великобритания      | Хард(i)  | Мэллори Сесил     | Ивета Герлова Луция Кригсманнова               | 4-6 6-0 [11-9] |
| 5.  | 29 мая 2010      | Карсон, США                 | Грунт    | Линдсей Ли-Уотерс | Кристина Фузано Кортни Нагль                   | 6-1 6-2        |
| 6.  | 11 июля 2010     | Грейпвайн, США              | Хард     | Линдсей Ли-Уотерс | Кимберли Куц Татьяна Лужанская                 | 6-2 7-5        |
| 7.  | 26 сентября 2010 | Альбукерке, США             | Хард     | Линдсей Ли-Уотерс | Абигейл Спирс Машона Вашингтон                 | 2-6 6-3 6-4    |
| 8.  | 3 октября 2010   | Лас-Вегас, США              | Хард     | Линдсей Ли-Уотерс | Ирина Фалькони Мария Санчес                    | 1-6 7-5 6-4    |
| 9.  | 13 августа 2011  | Бронкс, США                 | Хард     | Аша Ролле         | Хань Синьюнь Лу Цзинцзин                       | 6-3 7-6(5)     |
| 10. | 1 апреля 2012    | Оспри, США                  | Грунт    | Линдсей Ли-Уотерс | Александра Панова Леся Цуренко                 | 2-6 6-4 [10-7] |

##### Поражения (12)
| №   | Дата            | Турнир                      | Покрытие | Партнёрша         | Соперницы в финале                | Счёт              |
| 1.  | 20 июня 2004    | Монтемор-у-Нову, Португалия | Хард     | Аланна Бродерик   | Фредерика Пиедаде Алинор Трисерри | 4-6 3-6           |
| 2.  | 27 декабря 2008 | Дели, Индия                 | Хард     | Эмили Уэбли-Смит  | Хуан Исюань Чжан Лин              | 3-6 6-7(4)        |
| 3.  | 1 февраля 2009  | Лагуна-Нигел, США           | Хард     | Лаура Зигемунд    | Ванесса Хенке Дарья Юрак          | 6-4 3-6 [8-10]    |
| 4.  | 22 марта 2009   | Каир, Египет                | Грунт    | Лаура Зигемунд    | Анико Капрош Каталин Мароши       | 5-7 3-6           |
| 5.  | 21 июня 2009    | Белен, Бразилия             | Хард     | Ана-Клара Дуарте  | Мария-Фернанда Алвес Карла Тьене  | 6-7(1) 5-7        |
| 6.  | 5 июля 2009     | Бостон, США                 | Хард     | Мэллори Сесил     | Мария-Фернанда Алвес Аша Ролле    | 1-6 6-4 [6-10]    |
| 7.  | 31 января 2010  | Гренобль, Франция           | Хард(i)  | Мэллори Сесил     | Виктория Ларрьер Ирина Рамьялизон | 3-6 4-6           |
| 8.  | 27 июня 2010    | Бостон, США                 | Хард     | Линдсей Ли-Уотерс | Кимберли Куц Татьяна Лужанская    | 4-6 6-3 4-6       |
| 9.  | 14 мая 2011     | Прага, Чехия                | Грунт    | Линдсей Ли-Уотерс | Петра Цетковская Михаэлла Крайчек | 2-6 1-6           |
| 10. | 10 июля 2011    | Ватерлоо, Канада            | Грунт    | Эжени Бушар       | Александра Мюллер Эйжа Мухаммад   | 3-6 6-3 [7-10]    |
| 11. | 23 июля 2011    | Лексингтон, США             | Хард     | Линдсей Ли-Уотерс | Тамарин Хендлер Чичи Шоль         | 6-7(9) 6-3 [7-10] |
| 12. | 5 ноября 2011   | Грейпвайн, США              | Хард     | Линдсей Ли-Уотерс | Джейми Хэмптон Чжан Шуай          | 4-6 0-6           |